# Iosif Chișinevschi

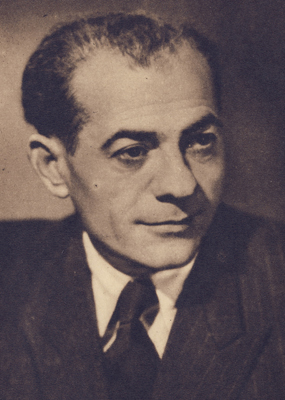
Iosif Chișinevschi

Iosif Chișinevschi (Geburtsname: Iosif Roitman; * 26. Dezember 1905 in Bălți; † 1962 in Bukarest) war ein rumänischer Diplomat und Politiker der Rumänischen Kommunistischen Partei PCR (Partidul Comunist din România) beziehungsweise seit 1948 PMR (Partidul Muncitoresc Român), der unter anderem von 1948 bis 1957 Mitglied des Politbüros des ZK und zwischen 1948 und 1954 sowie erneut von 1955 bis 1957 Mitglied des Sekretariats des ZK war.

## Leben

### Parteifunktionär der PCR, Festnahmen und Haftstrafen
Chișinevschi wurde als Iosif Roitman geboren wurde und stammte aus einer jüdischen Familie. Seinen Familiennamen übernahm er von seiner Ehefrau Liuba Chișinevschi, ebenfalls Parteifunktionärin und in den 1950er Jahren Mitglied des Zentralkomitees. Er besuchte ein Gymnasium, das er allerdings nicht abschloss. 1923 trat er der Union junger Kommunisten UTCdR (Uniunea Tineretului Comunist din România) bei und wurde 1928 Mitglied der damaligen Kommunistischen Partei PCR (Partidul Comunist din România). Wegen seiner politischen Einstellung wurde er 1928 verhaftet und zu einer zweieinhalbjährigen Haftstrafe verurteilt, die er bis 1930 wie andere kommunistische Politiker im Gefängnis Doftana verbüßte.
Nach seiner Haftentlassung war er von 1930 bis 1933 Absolvent der Internationalen Lenin-Schule der Kommunistischen Internationale in Moskau. Bereits während dieser Zeit wurde er 1931 Mitglied des ZK der PCR sowie 1931 Mitglied des Stadtparteikomitees von Bukarest, ehe er nach seiner Rückkehr nach Rumänien 1933 Präsident des Regionalkomitees der PCR im Kreis Iași wurde. Anschließend war er von 1934 bis 1938 sowohl Präsident für Organisation im Stadtparteikomitee von Bukarest als auch Aktivist in der Abteilung Agitation und Propaganda des ZK der PCR wurde. Gleichzeitig war er seit 1934 auch Mitglied des Generalrates der Vereinigten Gewerkschaften (Sindicatelor Unite).
1936 wurde Chișinevschi Mitglied des ZK-Sekretariats der PCR und gehörte diesem bis Juni 1941 an. Gleichzeitig wurde er 1938 Leiter der ZK-Abteilung für politische Bildung und im April 1941 auch Präsident für Organisation im Stadtparteikomitee von Bukarest. Im Juni 1941 wurde er erneut festgenommen und zu 25 Jahren Kerkerhaft verurteilt, die er bis zum 23. August 1944 in der Haftanstalt von Caransebeș verbrachte.

### Abgeordneter, Mitglied des Politbüros und ZK-Sekretär
Nach seiner Freilassung wurde er Generalsekretär der Nationalen Demokratischen Front FND (Frontului Național Democrat), die die Kandidatenlisten für Wahlen aufstellte. Auf der Nationalkonferenz (Conferința Națională), die vom 16. bis 22. Oktober 1945 stattfand, wurde Chișinevschi zum Mitglied des ZK der PMR gewählt und gehörte diesem bis zum 25. Juni 1960 an.
Er war von 1946 bis 1948 Mitglied der Abgeordnetenkammer (Adunarea Deputaților) und vertrat in dieser Zeit den Wahlkreis Bukarest. Zugleich wurde er im Januar 1947 Mitglied des Redaktionskomitees der Tageszeitung Scânteia, dem Zentralorgan der Kommunistischen Partei. 1948 wurde er erstmals Mitglied der Großen Nationalversammlung (Marea Adunare Națională) und vertrat dort bis 1957 den Wahlkreis Casa Scânteii sowie im Anschluss zwischen 1957 und 1961 den Wahlkreis Iași-Nord.
Er wurde auf dem sechsten Parteitag der PMR vom 21. bis 23. Februar 1948 zum Mitglied des Politbüros gewählt und gehörte diesem bis zum 3. Juli 1957 an. Gleichzeitig wurde Chișinevschi, der seit April 1948 auch Mitglied der Journalistengewerkschaft SZP (Sindicatului Ziariștilor Profesioniști) war, seit dem 14. Mai 1948 Verantwortlicher für Kader im Politbüro sowie für die Abteilung Außenpolitik des ZK.
Weiterhin wurde er am 13. Oktober 1948 erstmals Mitglied des Sekretariats des ZK der PMR und bekleidete diese Funktion als Sekretär für Propaganda und Kultur bis zum Plenum des ZK der PMR am 19. April 1954. Er war außerdem seit dem 1. November 1949 Mitglied des Generalrates der Rumänischen Gesellschaft für die Beziehungen mit der Sowjetunion ARLUS (Asociația Romănă pentru Legăturile cu Uniunea Sovietică). Daneben gehörte er zwischen dem 24. Januar 1950 und dem 27. Mai 1952 dem Organisationsbüro des ZK der PMR an.

### Vizeministerpräsident und Verantwortung im Politbüro
Am 17. März 1950 wurde er in der vierten Regierung von Ministerpräsident Petru Groza Vizepräsident des Ministerrates mit der Verantwortung für Kultur und Wissenschaften und bekleidete diese Funktion auch in der nachfolgenden Regierung von Ministerpräsident Gheorghe Gheorghiu-Dej bis zum 3. Oktober 1955. Daneben war er seit dem 29. Mai 1952 im Politbüro verantwortlich für die ZK-Abteilungen Propaganda, Außenpolitik, Auswärtige Kader und Politische Verwaltung sowie für die Politischen Hauptverwaltungen in den Streitkräften (Armata Română).
Er wurde am 20. August 1954 in der zweiten Regierung Gheorghiu-Dej Erster Vizepräsident des Ministerrates und bekleidete dieses Amt bis zum 3. Oktober 1955. Auf einem weiteren Plenum des ZK der PMR wurde Chișinevschi am 2. Oktober 1955 als Nachfolger von Mihai Dalea erneut Mitglied des Sekretariats des ZK und gehörte diesem als ZK-Sekretär für Propaganda und Kultur nunmehr bis zum 3. Juli 1957 an. Als solcher war er im Politbüro zunächst vom 7. Oktober bis zum 16. Januar 1956 verantwortlich für die ZK-Abteilungen Propaganda und Agitation, Wissenschaft und Kultur, Kader, Auswärtige Beziehungen, Auslandskader, Planung, Finanzen und Handel sowie Frauen, aber auch für die Generalstaatsanwaltschaft und das Gerichtswesen der Volksrepublik Rumänien. Im Anschluss trug er seit dem 16. Januar 1956 im Politbüro die Verantwortung für die ZK-Abteilungen Kader, Auslandskader, Frauen in der Parteiarbeit, Planung, Finanzen und Handel sowie den Parteihaushalt.

### Entmachtung und Verlust der politischen Spitzenämter

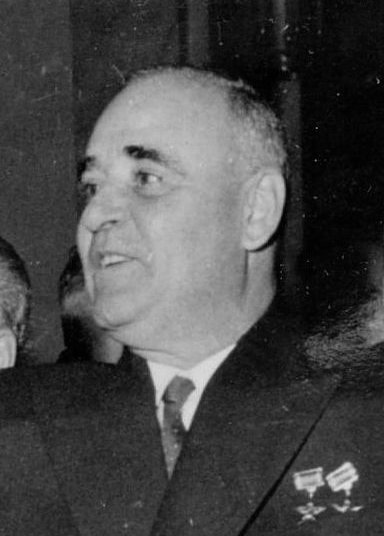
Die Kritik am Ersten Sekretär der PMR, Gheorghe Gheorghiu-Dej, führte zu Chișinevschis Entmachtung 1957

Im Juli 1957 verlor Chișinevschi seine politischen Spitzenämter in Partei und Regierung. Zuvor hatte er zusammen mit Miron Constantinescu, ebenfalls Politbüromitglied und Vize-Ministerpräsident, bei einer Vollversammlung der PMR im März 1956 Gheorghiu-Dej kritisiert. Constantinescu, der sich für eine Liberalisierung im Stil Nikita Sergejewitsch Chruschtschows einsetzte, stellte eine besondere Bedrohung für Gheorghiu-Dej dar, weil er gute Beziehungen zur Moskauer Führung unterhielt. Die PMR entfernte Constantinescu und Chișinevschi 1957, indem sie sie als Stalinisten denunzierte und sie der Mittäterschaft mit Ana Pauker bezichtigte. Danach musste Gheorghiu-Dej keine ernsthafte Herausforderung seiner Führungsrolle befürchten.
Nach seiner Entmachtung wurde er am 11. Juli 1957 zunächst Leiter der Hauptabteilung Wirtschaft im Ministerium für Bildung und Kultur, ehe er zuletzt von 1957 bis zu seinem Tod 1962 Direktor des Polygrafischen Kombinats Casa Scânteii.

### Ehrungen und Auszeichnungen
Für seine langjährigen Verdienste wurde Chișinevschi mehrfach ausgezeichnet und erhielt unter anderem 1948 den Stern der Volksrepublik Rumänien Erster Klasse (Ordinul Steaua Republicii Populare Române), 1949 den Orden der Arbeit Erster Klasse (Ordinul Muncii), 1949 den Orden für die Verteidigung des Vaterlandes Erster Klasse (Apărarea Patriei), 1949 den Kultur-Verdienst-Orden Erster Klasse (Ordinul Meritul Cultural) sowie zuletzt 1955 den Titel Held der sozialistischen Arbeit (Erou al Muncii Socialiste).

## Weblink
- Biografie in Consiliul Național pentru Studiera Arhivelor Securității. Membrii C.C. al P.C.R. 1945–1989. Dicționar, S. 149–150

| Personendaten    | Personendaten                   |
| ---------------- | ------------------------------- |
| NAME             | Chișinevschi, Iosif             |
| ALTERNATIVNAMEN  | Roitman, Iosif                  |
| KURZBESCHREIBUNG | rumänischer Politiker (PCR/PMR) |
| GEBURTSDATUM     | 26. Dezember 1905               |
| GEBURTSORT       | Bălți                           |
| STERBEDATUM      | 1962                            |
| STERBEORT        | Bukarest                        |